# Штјепанов на Свратки
Штјепанов на Свратки (чеш. Štěpánov nad Svratkou) је насељено мјесто са административним статусом варошице (чеш. městys) у округу Ждјар на Сазави, у крају Височина, Чешка Република.

## Становништво
Према подацима о броју становника из 2014. године насеље је имало 711 становника.